# Commentariolus

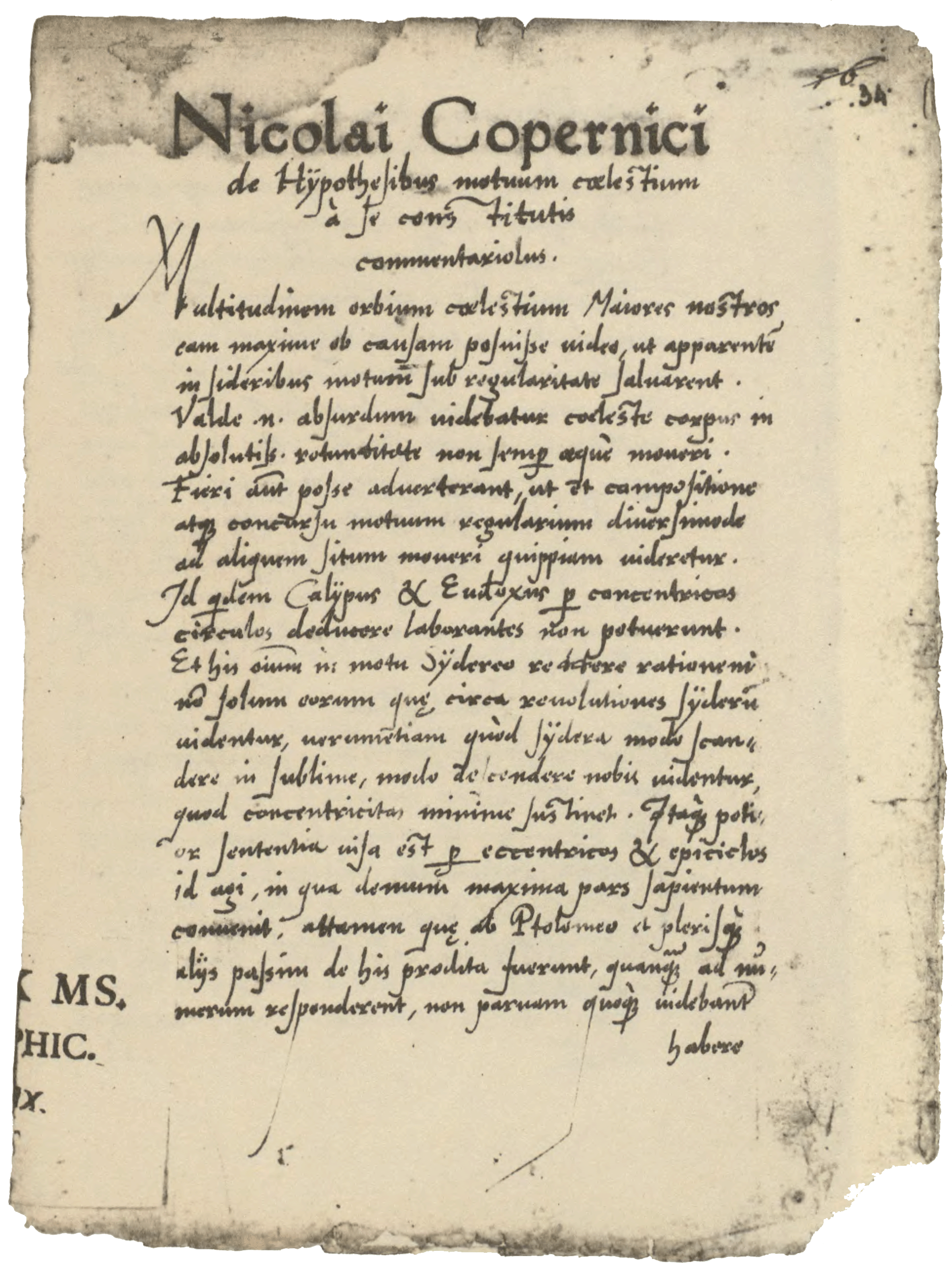
inzet

Het Commentariolus is een door Nicolaas Copernicus in 1514 geschreven korte verhandeling van een vroege versie van zijn revolutionaire heliocentrische theorie van het universum. Na een verdere ontwikkeling van zijn theorie publiceerde Copernicus de volwassen versie in 1543 in zijn historische werk De revolutionibus orbium coelestium. Algemeen wordt aangenomen dat Copernicus het Commentariolus schreef nadat hij terugkeerde naar Italië, mogelijk na 1510. Hij verspreidde exemplaren aan zijn vrienden en collega's. Het was dus bekend bij zijn tijdgenoten, maar het werd nooit gedrukt tijdens zijn leven. 